# Eurysphindus infuscus
Eurysphindus infuscus es una especie de coleóptero de la familia Sphindidae.

## Distribución geográfica
Habita en México.